# 阿莱克里姆
阿莱克里姆是巴西南大河州的一个市镇。总面积314.745平方公里，总人口7357人，人口密度23.4人/平方公里。